# Chris Holm
Pour les articles homonymes, voir Holm.
Chris Holm, né à Syracuse aux États-Unis, est un écrivain américain, auteur de roman policier.

## Biographie
En 2015, il publie The Killing Kind avec lequel il est lauréat du prix Anthony 2016 du meilleur roman. C'est le premier volume d'une série consacrée à Michael Hendricks, ancien soldat de l'armée américaine présumé tué en Afghanistan devenu tueur à gages qui ne cible que d'autres tueurs.

## Œuvre

### Romans

#### SérieCollector
- Dead Harvest (2012)
- The Wrong Goodbye (2012)
- The Big Reap (2013)

#### SérieMichael Hendricks
- The Killing Kind (2015)
- The Approach (2016)
- Red Right Hand (2016)

#### Autre roman
- Child Zero (2022)

### Nouvelles
- The World Behind (2007)
- Seven Days of Rain (2007)
- A Simple Kindness (2008)
- The Big Score (2008)
- The Toll Collectors (2009)
- The Well (2009)
- A Better Life (2009)
- Eight Pounds (2009)
- Action (2010)
- The Hitter (2010)
- A Rip Through Time: The Dame, The Doctor, and the Device (2010)
- A Native Problem (2010)
- The Man in the Alligator Shoes (2011)
- A Night at the Royale (2011)
- Green (2011)
- The Final Bough (2011)
- The Putdown (2012)
- An Open Door (2012)
- Not Forgotten (2012)
- The Great Plains (2012)
- One Man's Muse (2013)
- The Follow-Through (2013)
- Pretty Little Things (2013)
- A Dying Art (2013)
- The Lizard's Ardent Uniform (2014)
- Mansion on the Hill (2014)
- The Approach (2016)

### Recueils de nouvelles
- 8 Pounds: Eight Tales of Crime, Horror & Suspense (2010)
- Dead Letters: Stories of Murder and Mayhem (2013)

## Prix et distinctions

### Prix
- Prix Spinetingler 2008 de la meilleure nouvelle pour Seven Days of Rain[1]
- Prix Anthony 2016 du meilleur roman pour The Killing Kind[2]

### Nominations
- Prix Derringer 2009 pour The Big Score[3]
- Prix Anthony 2011 de la meilleure nouvelle pour The Hitter[2]
- Prix Anthony 2014 du meilleur livre de poche original pour The Big Reap[2]
- Prix Derringer 2014 de la meilleure nouvelle pour Pretty Little Things[4]
- Prix Macavity 2016 pour The Killing Kind[5]
- Prix Lefty 2016 pour The Killing Kind[6]
- Prix Barry 2016 pour The Killing Kind[7]